# カマレス土器

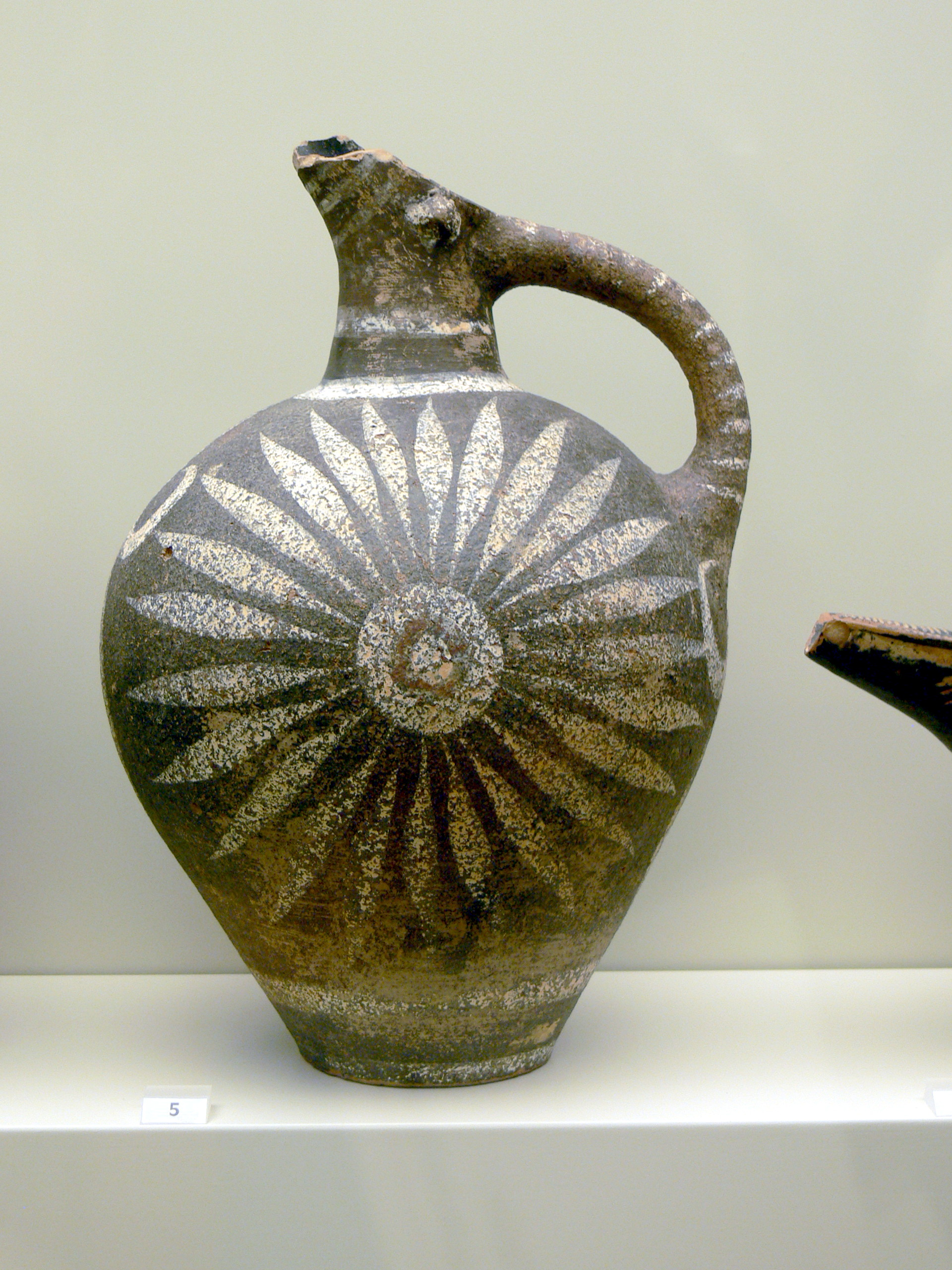
カマレス土器

カマレス土器（Kamares ware）は、古代ギリシアのエーゲ文明のうちクレタ島に栄えたミノア文明における代表的な土器・陶器の一つである。カマレス式土器とも呼ばれる。
ミノア文明の古宮殿時代（第1宮殿時代、前1900年－1800年、MMIB期）の土器様式に、カマレス土器と呼ばれる白、クリーム色、赤、オレンジ色で大胆に抽象的文様が描かれた土器が生まれている。また、ろくろが導入されたことも想像されており、成形は非常に薄手のものになり、暗い色の地に明色で抽象的な渦巻き文を精巧に配置したきわめて洗練された技術はかなり向上していた。これらの高い技術は宮殿の成立に伴って製陶が専門化されたことにより生まれたと考えられている。